# Шмот (недельная глава)
Недельная глава «Шмот» (Шмойс; др.-евр. שמות‬ — «Вот имена…») — одна из 54 недельных глав — отрывков, на которые разбит текст Пятикнижия (Хумаша).
Глава «Шмот» — тринадцатая по счёту глава Торы — открывает вторую книгу «Шмот». Имя своё, как и все главы, получила по первым значимым словам текста (ве-эле шмот бней Исраэль — «И вот имена сыновей Израиля…»). В состав главы входят стихи (ивр., мн. ч. — псуким) с 1:1 по 6:1.

## Краткое содержание главы
После того, как Дети Израилевы чрезвычайно размножились в Египте, напуганный их числом Фараон делает евреев рабами и приказывает еврейским повитухам по имени Шифра и Пуа умерщвлять всех еврейских мальчиков при появлении их на свет. После того, как повитухи проявляют неповиновение, Фараон приказывает своим людям бросать в Нил всех новорождённых еврейских мальчиков (о пребывании сынов Израиля в Египте рассказано в стихах 1:1—22.
У Йохевед, дочери Леви, и её мужа Амрама рождается сын. Его помещают в осмолённую корзину и оставляют её в камышах у берега Нила. Дочь Фараона, придя купаться к Нилу, обнаруживает мальчика, усыновляет его и нарекает ему имя Моше (о рождении и первых годах жизни Моше читайте в стихах 2:1—22).
Выросший молодой Моше, выйдя из дворца, видит мучения своих собратьев. Увидев избивающего еврея египтянина, Моше убивает последнего. На следующий день он видит двух повздоривших евреев. В ответ на упрёк Моше они раскрывают то, что он содеял днём раньше, и Моше, спасаясь от возмездия Фараона, вынужден бежать в Мидьян. Там он выручает дочерей Итро, женится на одной из них по имени Ципора и поселяется там, пася стада своего тестя.
У горы Синай Бог являет себя Моше в пламени горящего терновника и велит ему явиться к Фараону и потребовать: «Отпусти народ Мой, чтобы они служили мне!» Аарону, брату Моше, предписывается быть оратором брата (об избрании Моше рассказывается в стихах 2:23—4:26).
В Египте Моше и Аарон собирают старейшин народа Израиля, чтобы возвестить им, что время их освобождения пришло. Народ верит Моше, но Фараон отказывается отпустить евреев и, напротив, даже ужесточает их тяготы.
Моше обращается к Богу с протестом: «Почему Ты сделал зло этому народу?!» Но Всевышний обещает, что освобождение уже близко (о начало деятельности Моше в Египте рассказывается в стихах 4:27—6:1).

## Дополнительные факты
Глава разделена на семь отрывков (на иврите — алиёт), которые прочитываются в каждый из дней недели, с тем, чтобы в течение недели прочесть всю главу:
- в воскресенье читают псуким с 1:1 по 1:17,
- в понедельник читают псуким с 1:18 по 2:10,
- во вторник читают псуким с 2:11 по 2:25,
- в среду читают псуким с 3:1 по 3:15,
- в четверг читают псуким с 3:16 по 4:17,
- в пятницу читают псуким с 4:18 по 4:31,
- в субботу читают псуким с 5:1 по 6:1.

В понедельник и четверг во время утренней молитвы в синагогах публично читают отрывки из соответствующей недельной главы. Для главы «Шмот» это псуким с 1:1 до 1:17
В субботу, после недельной главы читается дополнительный отрывок афтара — В ашкеназских общинах читается отрывок из книги пророка Йешаяу (псуким 27:6—27:13, 28:1—28:13, 29:22—23).
В сефардских общинах в качестве афтары читается отрывок из книги пророка Йермияу (псуким 1:1—2:3).